# Montesson (Yvelines)
Montesson ist eine französische Gemeinde mit 14.606 Einwohnern (Stand 1. Januar 2022) im Département Yvelines in der Region Île-de-France. Sie liegt in einer Flussschleife im Westen von Paris am rechten Ufer der Seine.

## Persönlichkeiten
- Traian Vuia (1872–1950), Flugpionier
- Marcel Cerdan (1916–1949), Boxweltmeister
- Michel Sardou (* 1947), Sänger

## Städtepartnerschaften
- Baesweiler (Deutschland) seit 1990
- Thame (Vereinigtes Königreich) seit 2001